# Новопервомайское (Новосибирская область)
Новопервома́йское — село в Татарском районе Новосибирской области. Административный центр Новопервомайского сельсовета.

## География
Площадь села — 203 гектаров.

## История
В 1976 году указом Президиума Верховного Совета РСФСР посёлок центральной усадьбы совхоза «Первомайский» переименован в село Новопервомайское.

## Население
| 2002 | 2007  | 2010 |
| ---- | ----- | ---- |
| 1116 | ↗1135 | ↘946 |

## Улицы
| - ул. Больничная, - ул. Восточная, - ул. Гагарина, - ул. Дачная, - ул. Железнодорожная, | - ул. Зайцева, - ул. Западная, - ул. Клубная, - ул. Линейная, - ул. Лысенкова, | - ул. Новая, - ул. Стадионная, - ул. Телевизионная, - ул. Школьная, - ул. Юбилейная. |

## Инфраструктура
В селе по данным на 2007 год функционируют 1 учреждение здравоохранения и 2 учреждения образования.